# Veltro

Pisanello, verso della seconda medaglia di Alfonso V d'Aragona con simbolica caccia al cinghiale col veltro

Veltro (Vautre in lingua francese - dal latino "Vertragus", lett. levriero) è un lemma della lingua italiana ormai in disuso usato nel Medioevo per indicare il cane da caccia del tipo levriero.

## Letteratura
"Veltro" è parola sostanzialmente caduta in disuso nel corso del XIX secolo.

Celebre nella letteratura italiana è la cosiddetta "Profezia del Veltro" che Dante pone all'inizio della Divina Commedia, nei versi 100-111 del I Canto dell'Inferno, in cui Virgilio, riferendosi alla lupa che rappresenta la cupidigia, afferma che:
e più saranno ancora, infin che'l veltro

verrà, che la farà morir con doglia.
Questi non ciberà terra né peltro,

ma sapïenza, amore e virtute,

e sua nazion sarà tra feltro e feltro.
Di quella umile Italia fia salute

per cui morì la vergine Cammilla,

Eurialo e Turno e Niso di ferute.
Questi la caccerà per ogne villa

fin che l'avrà rimessa ne lo 'nferno

là ove 'nvidia prima dipartilla.»
(Inf. I, 100-111)
In questi versi il veltro rappresenta un'azione di riforma, evidentemente promossa da Dio, che perseguiti la cupidigia in tutte le sue forme ristabilendo in tutto il mondo ordine e giustizia. Il significato letterale è: la lupa (della quale si parlava nei versi precedenti e che rappresenterebbe l'avidità) si accoppia a numerosi animali (forse intesi come altri vizi, oppure, secondo alcuni studiosi, con gli uomini), sempre di più finché il veltro arriverà, e la ucciderà con dolore. Esso non avrà bisogno né di terra né di denaro (peltro), ma di sapienza, amore e virtù, e la sua origine sarà umile. Feltro può essere inteso come panno di poco pregio, ma anche come un'indicazione geografica: tra Feltre e Montefeltro.
Il veltro sarà la salvezza (salute) dell'Italia, per la quale morirono Camilla, Turno, Eurialo e Niso (tutti personaggi dell'Eneide). Il veltro caccerà la lupa di città in città, finché la ricaccerà nell'inferno, da dove l'invidia primordiale di Lucifero (il riferimento è alla storia dell'angelo ribelle) l'aveva fatta uscire.
Molti hanno cercato un'identificazione con un personaggio reale (ad es. Cangrande della Scala, Uguccione della Faggiola), recentemente anche sulla base di un passo della celebre Chanson de Roland dove è menzionato un veltro all'interno di una visione; altri invece hanno pensato genericamente a una carica, ma l'interpretazione più coerente sembra essere quella che associa il veltro alla Divina Commedia stessa. La tesi, profondamente elaborata su basi filologiche (in breve: la Commedia, poiché scritta in volgare, avrebbe portato ovunque, quasi 'casa per casa, "di villa in villa", un altissimo messaggio di rinascenza) è da attribuire ad un deposito di opera inedita datato 1993 a firma di Mirco Manuguerra, poi pubblicata nel 1996 ("Nova Lectura Dantis", Luna Editore, La Spezia) e illustrata l'anno successivo in una scheda bibliografica comparsa su "L'Alighieri" n. 10, p. 118.  Lamberto Vaghetti aveva sostenuto l'idea in "Nuova Antologia"del Gennaio 2004 argomentando per il verso "e sua nazion sarà tra feltro e feltro" che questa stoffa era usata per rivestire e proteggere i manoscritti.  
Una curiosità: tra i primi esegeti della "Commedia", Benvenuto da Imola - che affronta il tema con molto impegno, quasi con sofferenza: "est ergo, reiectis opinionibus vanis, ad istum passum arduum totis viribus insistendum", "respinte le vane opinioni, occorre cimentarsi con ogni energia su questo arduo passo" - finisce col ritenere "quod Virgilius loquatur de Augusto", insomma che Virgilio con la figura allegorica del Veltro voglia indicare Augusto.
È oggi ritenuto possibile che Dante non pensasse ad un personaggio particolare, ma piuttosto semplicemente all'azione di riforma in se stessa.
Giovanni Pascoli, nel suo La mirabile visione, conclude che "il veltro […] è l'Augusto che ognun di noi ha dentro noi; l'impero di sè che è quanto dire la sua libertà", cioè la coscienza che, diventata consapevole del male (esperienza dell'Inferno), purificata dal peccato (esperienza del Purgatorio) e illuminata dalla Grazia (esperienza del Paradiso), è libera e desiderosa di perseguire il bene. La Divina Commedia sarebbe dunque al contempo l'allegoria e l'esperienza di un cammino spirituale che porta al risveglio dell'Augusto che ciascuno ha in sé.
Autori del fascismo italiano come Salvatore Favazza volevano vedere nel veltro addirittura un'anticipazione di Benito Mussolini.

## Personaggi
Francesco Di Montresor detto "Veltro" fu cavaliere di ventura di origini franco-veronesi, accompagnato spesso da un falco ed un levriero con cui andava a caccia fu forse la figura che contribuì ad associare nell'immaginario collettivo l'iconografia del veltro con il mito europeo della Caccia Selvaggia.